# 涟水站
涟水站是连镇客运专线的一座客运车站，位于中国江苏省淮安市涟水县经济开发区蒋老庄村，由中国铁路上海局集团新长车务段管辖，2019年12月16日开通。

## 车站结构
涟水站以“涟涟之水，城市之源”为设计灵感，进站口信息屏两侧为祥云、卧鹿、白鹭浮雕。
| 2F | 侧式站台 | 侧式站台                            |
| 2F | 1站台    | 连镇客运专线 往丹徒方向（淮安东站） |
| 2F | 正线     | 连镇客运专线下行列车通过线          |
| 2F | 正线     | 连镇客运专线上行列车通过线          |
| 2F | 2站台    | 连镇客运专线 往董集方向（灌南站）   |
| 2F | 侧式站台 |                                     |
| 1F | 候车室   | 候车厅、检票口、地道                |